# Thomas Meyer (Verbandsfunktionär)
Thomas Meyer (* 10. Oktober 1955 in Hannover) ist ein deutscher Unternehmer und war von 2013 bis 2021 Präsident der Industrie- und Handelskammer Wuppertal-Solingen-Remscheid.

## Ausbildung und berufliche Tätigkeiten
Meyer absolvierte während seiner Bundeswehrzeit ein Maschinenbaustudium und wurde anschließend technischer Offizier im Bundesministerium der Verteidigung. Im Anschluss an das Aufbaustudium Wirtschaft an der Universität Köln war Meyer für die Barmag AG in Remscheid unter anderem als Hauptabteilungsleiter Marketing und Geschäftsführer tätig. Nach der Übernahme der Geschäftsführung eines Textilmaschinenbauunternehmens ist er seit 1993 geschäftsführender Gesellschafter der TKM-Gruppe.
Am 4. November 2016 wurde er zum Vizepräsidenten der IHK NRW gewählt und ist Mitglied im Vorstand des Deutschen Industrie- und Handelskammertages (DIHK) in Berlin. Am 19. Januar 2018 wurde er zum Präsidenten des Landesverbandes der Industrie- und Handelskammer gewählt. Für eine dritte Amtsperiode als Präsident der Industrie- und Handelskammer Wuppertal-Solingen-Remscheid kandidierte Thomas Meyer 2021 nicht.

## Privates
Er wohnt mit seiner Frau und Tochter in Solingen.

## Ehrungen
- 2022: Verdienstkreuz am Bande des Verdienstordens der Bundesrepublik Deutschland[6]